# ロマヌ・ディッコ

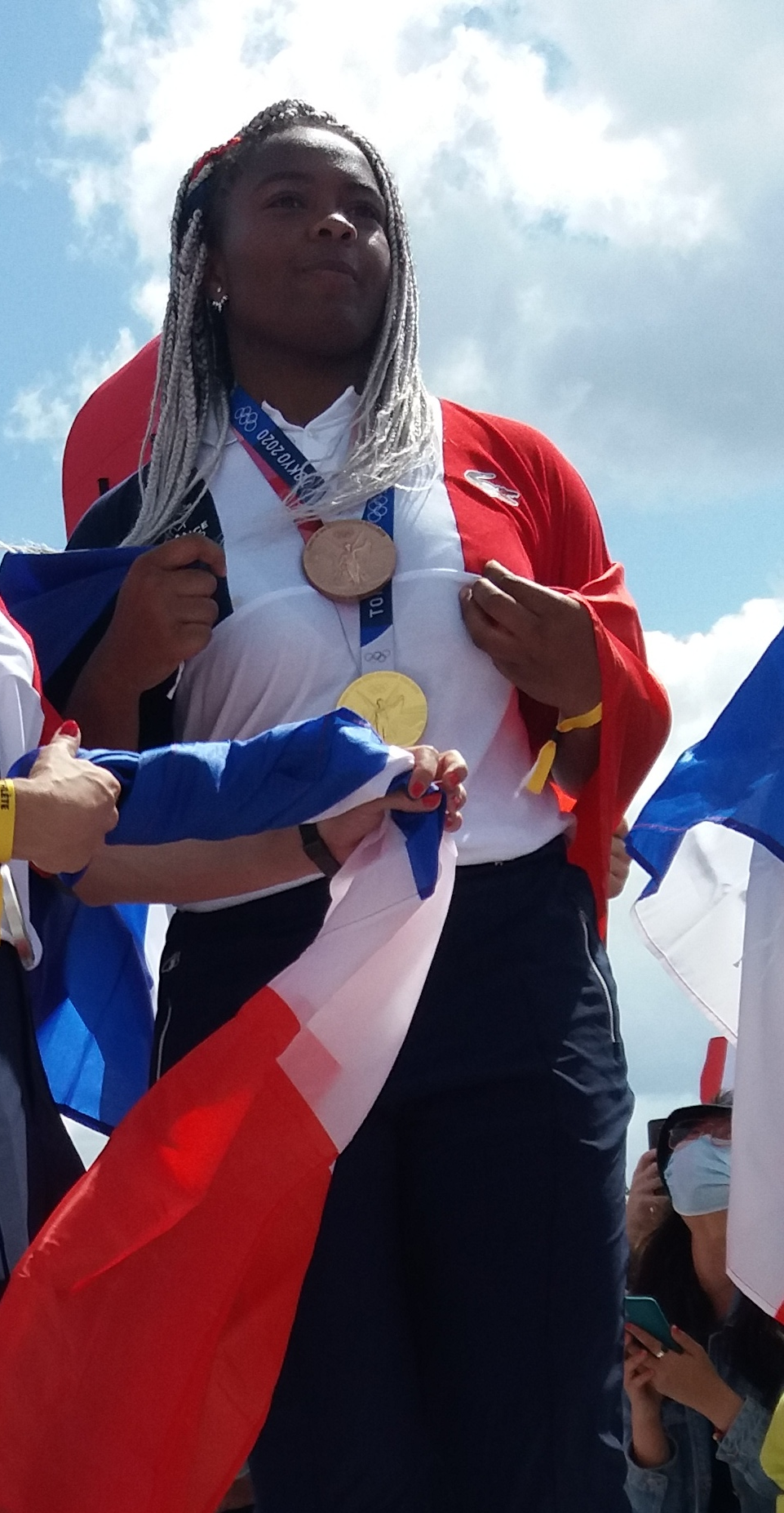

ロマヌ・ディッコ（Romane Dicko 1999年9月30日- ）は、フランスの柔道家。階級は78kg超級。身長180cm。体重95kg。

## 経歴
ディッコはそれまでは水泳に取り組んでおり、結果も出し始めていたが2012年のロンドンオリンピックで78㎏級のオドレー・チュメオが銅メダルを獲得したことに影響を受けて柔道を始めた。2016年には白帯ながらフランス選手権を制した。続くヨーロッパカデ70kg超級では優勝すると、団体戦でも優勝した。2017年には9月の世界団体に出場して3位になった。ヨーロッパジュニアでは78kg超級で優勝すると、団体戦でも優勝した。しかし10月の世界ジュニアでは初戦で日本の素根輝から技あり2つを取られた後、横四方固で敗れた。また団体戦でも2敗して7位に終わった。なお、個人戦で敗れた翌日には団体戦が控えていたにもかかわらず、他の7名の選手とともにホテルの一室で真夜中まで乱痴気騒ぎを引き起こし、その模様をSNSに配信していた。ディッコのその行為がフランス柔道連盟のテクニカルディレクターにより問題視されて、一旦は国内外の大会への1ヶ月に及ぶ出場停止処分が下されたものの、その後規律委員会により決定が覆されて11月の世界選手権 (無差別)には出場可能となった。その大会でディッコは準々決勝でオランダのテシー・サフェルカウルス、その後の3位決定戦でもキューバのイダリス・オルティスにそれぞれ合技で一本負けして5位だった。2018年のヨーロッパ選手権では決勝で世界選手権無差別2位のボスニアヘルツェゴビナのラリサ・ツェリッチを破るなど、オール一本勝ちして優勝した。世界選手権は肩の負傷により回避した。2020年のヨーロッパ選手権では優勝した。2021年のワールドマスターズでも優勝した。7月に日本武道館で開催された東京オリンピックではディッコも素根と並んで優勝候補とされていたが、準決勝でキューバのオルティスと対戦し技ありで敗れた。しかし、その後の3位決定戦には勝利して銅メダルを獲得している。東京オリンピック混合団体では決勝の日本戦で前日にオリンピックチャンピオンとなった素根に合技で敗れたが、ディッコのいるチームは優勝を果たした。2022年のグランドスラム・パリでは決勝で日本の冨田若春に浮落で一本負けして2位にとどまった。しかし、グランドスラム・テルアビブとヨーロッパ選手権では優勝した。2022年の世界選手権では準決勝で同じフランスのジュリア・トロフアを破ると、決勝でもブラジルのベアトリス・ソウザを後袈裟固で破って優勝した。世界団体では決勝の日本戦で富田を合技で破るが、チームは敗れて2位だった。ワールドマスターズでは優勝した。2023年の世界選手権では2回戦でイタリアの選手に技ありで敗れたが、世界団体では2位だった。ワールドマスターズでは決勝で同じフランスのトロフアに反則勝ちして優勝した。地元で開催されたヨーロッパ選手権では2連覇した。2024年にはグランドスラム・パリとグランドスラム・バクーで優勝した。さらにグランドスラム・アスタナでは準決勝で日本の素根を横四方固で破るなどして優勝した。地元で開催されたパリオリンピックでは優勝候補として挑むも、準決勝でソウザに袈裟固で敗れて銅メダルにとどまった。パリオリンピック混合団体では決勝の日本戦で78㎏級の高山莉加に技ありで敗れるが、チームは優勝を飾った。2025年の世界選手権では準決勝で韓国のキム・ハユンに反則負けを喫して3位だった。
IJF世界ランキングは2410ポイント獲得で、1位(25/6/2現在)。

## その他
いとこには陸上選手のテディ・タムゴーがいる。

## 主な戦績
- 2016年 - ヨーロッパカデ　個人戦　優勝(70kg超級)　団体戦　優勝
- 2017年 - 世界団体　3位
- 2017年 - ヨーロッパジュニア　個人戦　優勝　団体戦　優勝
- 2017年 - 世界ジュニア　団体戦　7位
- 2017年 - 世界選手権 (無差別)　5位
- 2018年 - グランプリ・トビリシ　優勝
- 2018年 - ヨーロッパ選手権　優勝
- 2020年 -　グランプリ・テルアビブ　優勝
- 2020年 -　グランドスラム・パリ　優勝
- 2020年 - ヨーロッパ選手権　優勝
- 2021年 -　ワールドマスターズ　優勝
- 2021年 -　グランドスラム・テルアビブ　優勝
- 2021年 -　グランドスラム・カザン　優勝
- 2021年 -　東京オリンピック　3位
- 2021年 -　東京オリンピック混合団体　優勝
- 2022年 -　グランドスラム・パリ　2位
- 2022年 -　グランドスラム・テルアビブ　優勝
- 2022年 -　ヨーロッパ選手権　優勝
- 2022年 - ヨーロッパオープン・オーバーヴァルト　3位
- 2022年 -　世界選手権　優勝
- 2022年 -　世界団体　2位
- 2022年 -　ワールドマスターズ 優勝
- 2023年 -　グランドスラム・パリ 3位
- 2023年 -　グランドスラム・アンタルヤ　3位
- 2023年 -　世界団体　2位
- 2023年 -　ワールドマスターズ　優勝
- 2023年 -　ヨーロッパ選手権　優勝
- 2024年 -　グランドスラム・パリ　優勝
- 2024年 -　グランドスラム・バクー　優勝
- 2024年 - グランドスラム・アスタナ　優勝
- 2024年 -  パリオリンピック混合団体 優勝
- 2025年 -　グランドスラム・トビリシ　優勝
- 2025年 -　ヨーロッパ選手権　優勝
- 2025年 - 世界選手権　3位

(出典、JudoInside.com)